# Raúl Isiordia
Raúl Isiordia Ayón (né le 22 décembre 1952 à Tepic au Mexique) est un joueur de football international mexicain, qui évoluait au poste de milieu de terrain.

## Biographie

### Carrière en club
De 1975 à 1985, il dispute 300 matchs en première division mexicaine, inscrivant un total de 58 buts. Il réalise sa meilleure performance lors de la saison 1982-1983, où il inscrit 10 buts avec le club des Tigres UANL.

### Carrière en équipe nationale
Il reçoit 12 sélections et inscrit 4 buts en équipe du Mexique entre 1977 et 1979.
Il figure dans le groupe des sélectionnés lors de la Coupe du monde de 1978. Lors du mondial organisé en Argentine, il joue un match contre la Tunisie.